# Kiisa (Saku)
Kiisa is een plaats in de Estlandse gemeente Saku, provincie Harjumaa. De plaats heeft de status van vlek (Estisch: alevik).

## Bevolking
De plaats had 713 inwoners op 31 december 2011 en 676 inwoners op 31 december 2021.

## Ligging
Kiisa ligt aan de rivier Keila en heeft een station aan de spoorlijn Tallinn - Viljandi.